# Seznam slovenských hráčů v NHL v sezóně 1989/1990
Seznam slovenských hráčů v NHL v sezóně 1989/1990 uvádí slovenské hokejisty, kteří v této sezóně hráli za některý tým v kanadsko-americké NHL.

| Tým                 | Věk | Hráč          | Post | Počet zápasů ZČ | Branky ZČ | Asistence ZČ | Body ZČ | Počet zápasů v play off | Branky v play off | Asistence v play off | Body v play off |
| ------------------- | --- | ------------- | ---- | --------------- | --------- | ------------ | ------- | ----------------------- | ----------------- | -------------------- | --------------- |
| New Jersey Devils   | 33  | Peter Šťastný | F    | 74              | 29        | 44           | 73      | 6                       | 3                 | 2                    | 5               |
| Toronto Maple Leafs | 32  | Peter Ihnačák | F    | 5               | 0         | 2            | 2       | Ne                      |                   |                      |                 |

- F = Útočník